# Repositori d'Objectes Digitals per a l'Ensenyament, la Recerca i la Cultura
El Repositori d'Objectes Digitals per a l'Ensenyament, la Recerca i la Cultura, també anomenat RODERIC, és el repositori institucional d'accés obert de la Universitat de València. L'objectiu que impulsa aquest servei és recollir, preservar, difondre i donar visibilitat a la producció universitària. Els continguts inclouen totes les matèries que s'imparteixen a la Universitat. Admet tota mena de materials digitals en l'àmbit de la investigació i la docència, és a dir, tota la producció generada per la comunitat universitària.
L'acrònim Roderic fou elegit també per a recordar el papa Roderic Llançol i de Borja —Alexandre VI—, qui concedí el 1501 la butlla de creació de la universitat de València.
El repositori recull i difon, en accés obert, el material digital produït pels membres de la comunitat universitària sobre cultura, docència i investigació, i col·leccions dipositades a la universitat. L'autor o titular dels drets d'autor del treball ha de concedir la llicència necessària per poder difondre el treball.[2]

## Història
El 2008, la Universitat de València va adherir a la Declaració de Berlín (2003), i es comprometia amb la creació, suport i desenvolupament d'infraestructures que faciliten i aconseguesquin el lliure accés al coneixement. Fruit d'aquest acord institucional a principis de 2010 neix el repositori «Roderic».
Anys abans, el 1999, la universitat de València, amb motiu de la celebració del cinc-cents aniversari de la seua fundació, decideix la creació de la Biblioteca Digital, on els diversos materials (llibres, revistes, mapes, gravats, etc.,) van ser digitalitzats a imatge completa, i aquests es van poder visualitzar mitjançant qualsevol navegador que funcionés amb els estàndards TCP/IP.

## Els Fons documentals
El contingut està distribuït en cinc grans àrees:
- Cultura: material digital amb la funció de difusió cultural de la Universitat.
- Docència: materials d'ús docent de la Universitat.
- Investigació: producció científica investigadora de la Universitat.
- Fons institucional: informació sobre esdeveniments, actes i reunions.
- Somni: fons antic de domini públic dipositat a la Biblioteca.

Els documents dipositats són:
- Tesis doctorals.
- Fons antic. Documents impresos dels segles XV al XIX, cartells, manuscrits i revistes antigues.
- Material docent. Materials docents i objectes d'aprenentatge.
- Revistes de la universitat de València.
- Materials audiovisuals de caràcter institucional, cultural i docent.
- Documents per a la difusió dels resultats de la investigació del personal de la universitat.

## Gestió
El Servei de Biblioteques i Documentació amb la col·laboració del Servei d'Informàtica, són els que s'encarreguen de la gestió, el manteniment i la preservació del repositori. Els principals serveis universitaris que contribueixen són el Centre de Postgrau, el Servei de Formació Permanent i Innovació Educativa, el Servei d'Investigació, el Servei de Política Lingüística, el Servei de Publicacions, els Serveis Jurídics, el Taller d'Audiovisuals i el Vicerectorat de Cultura i Igualtat [1]

## Funcionament
El disseny de la plataforma del repositori utilitza el programari DSpace: Permet capturar objectes digitals en qualsevol format, és un programari lliure, i és utilitzat en molts altres repositoris institucionals espanyols. La seua arquitectura és de tipus distribuït per a poder integrar els diversos projectes que abans portaven alguns serveis de la universitat. El responsable de dipositar documents d'investigació és l'autor, qui ha de posseir els drets d'autor i conèixer els drets d'explotació dels documents, i si es poden dipositar o no. El Servei de Biblioteques i Documentació sols actua com a administrador del sistema.